# Vikarbyn (Hedemora)
Vikarbyn – Småort (miejscowość) w Szwecji, w regionie Dalarna, w gminie Hedemora.